# Gabriela (singolo)
Gabriela è un singolo del gruppo femminile Katseye, pubblicato il 20 giugno 2025 tramite Hybe UMG e Geffen Records, come secondo estratto dal secondo EP Beautiful Chaos.

## Contesto e rilascio
Dopo il successo di Gnarly, primo ingresso del gruppo nella Billboard Hot 100, le Katseye hanno annunciato il loro secondo EP, Beautiful Chaos, il 7 maggio 2025. La tracklist dell'EP è stata pubblicata alla fine di maggio, con Gabriela come una delle cinque tracce. Il 16 giugno, le Katseye hanno pubblicato i teaser di Gabriela e il suo video musicale, confermando che sarebbe stato il secondo singolo di Beautiful Chaos. Gabriela è stata rilasciata sui servizi di streaming il 20 giugno, insieme al suo video musicale.

## Composizione e testi
Il testo di Gabriela è stato scritto da Andrew Watt, John Ryan, Ali Tamposi, Charlotte Aitchison e Sara Schell, con Watt e Ryan che hanno anche prodotto la canzone. La canzone è un brano pop R&B di ispirazione latina, e include Daniela che canta un verso in spagnolo in falsetto. Dal punto di vista lirico il brano esplora la sensazione di perdere un amante a causa di qualcun altro, ed è stato descritto da numerosi critici come una Jolene moderna, o della Generazione Z.

## Video musicale
Un video musicale diretto da Andrew Thomas Huang è stato rilasciato lo stesso giorno della pubblicazione del singolo, dopo che due teaser sono stati rilasciati il 17 e il 18 giugno. Il video presenta i sei membri con acconciature voluminose e "retrò" in un'ambientazione ispirata alle telenovelas e include un'apparizione dell'attrice americana Jessica Alba. La Alba apre il video, recitando la parte dell'amministratore delegato della "Gabriela Enterprises" che si dimette e mira a scegliere la sua sostituta tra i sei membri delle Katseye. I membri si combattono fisicamente, sabotano un matrimonio e appaiono in un talk show immaginario.

## Crediti e personale
Crediti da Melon.
Posizione
- Mixato presso MixStar Studios, Virginia Beach

Crediti e personale
- Katseye – voci
- Andrew Watt – produttore, autore, basso, chitarra acustica, chitarra elettrica, tastiera, cori
- John Ryan – produttore, lyrics, basso,chitarra acustica, chitarra elettrica, tastiera, batteria, programming
- Ali Tamposi – autrice, cori
- Charlotte Aitchison – autrice
- Sara Schell – autrice
- Bart Schoudel - ingegnere del suono
- Paul LaMalfa – ingegnere
- David Rodriguez – ingegnere
- Marco Sonzini – ingegnere aggiuntivo
- Serban Ghenea – mixaggio
- Bryce Bordone – assistente al mixaggio
- Mike Bozzi – mastering

## Classifiche
| Classifica (2025) | Posizione massima |
| ----------------- | ----------------- |
| Australia         | 55                |
| Canada            | 57                |
| Filippine         | 8                 |
| Francia           | 192               |
| Grecia (Int.)     | 41                |
| Irlanda           | 74                |
| Malaysia (Int.)   | 6                 |
| Nuova Zelanda     | 28                |
| Regno Unito       | 42                |
| Singapore         | 5                 |
| Stati Uniti       | 94                |

## Data di pubblicazione
| Data           | Formato                      | Etichetta        | Note  |
| -------------- | ---------------------------- | ---------------- | ----- |
| 20 giugno 2025 | Download digitale, streaming | Hybe UMG, Geffen | [ 6 ] |